# Spillekonsoller (1. generation)
Den første generations spillekonsoller varede fra 1972 med udgivelsen af Magnavox Odyssey til omkring år 1977, da "pong"-konsol fabrikanter forlod markedet efter den succesrige introduktion af mikroprocessor-baserede konsoller.

## Interaktive fjernsyn
Fjernsyns ingeniøren Ralph Baer fik ideen at skabe interaktive fjernsyn imens han byggede et fjernsyn fra grunden for Loral 1951 i Bronx, New York. Han udforskede ideen yderligere i 1966 da han var chef ingeniør af "Equipment Design Division" ved Sanders Associates. Baer skabte et simpelt 2-spillere computerspil der kunne blive vist på et standard TV kaldt Chase, hvor to prikker jagtede hinanden på skærmen. 

## Pong-chips
Denne tabel indeholder kun en liste over de mest kendte konsoller og relative benyttede chips.
| Chip kode/navn                  | År    | Fabrikant               | Farver  | Spil                                                                   | Konsoller |
| ------------------------------- | ----- | ----------------------- | ------- | ---------------------------------------------------------------------- | --- |
| AY-3-8500                       | 1976  | General Instrument      | Nej (1) | Tennis, fodbold, squash, øvelse, 2 riffel spil                         | Telstar (Telstar, Classic, Deluxe, Ranger, Alpha, Colormatic, Regent, Sportsman) Odyssey (300,2000,3000) Radio Shack TV Scoreboard Unisonic Sportsman/Tournament Philips Tele-Spiel ES2203 and ES2204 Zanussi/Seleco Play-O-Tronic Videomaster (Strika, Strika 2,ColourScore 2, SuperScore) APF TV Fun (Model 401) BSS 01 |
| AY-3-8510                       | 1978? | General Instrument      | Ja      | Tennis, hockey, squash, jai alai                                       | Telstar Colortron |
| AY-3-8512                       | 1978? | General Instrument      | Ja      | Tennis, hockey, squash, jai alai, skeet, target                        | Telstar Marksman |
| AY-3-8600                       | 1977  | General Instrument      | Nej(2)  | 8 spil med bolde og padler                                             | Telstar Galaxy Odyssey 4000 Philips Tele-Spiel ES2218 |
| AY-3-8610                       | 1977  | General Instrument      | Nej(2)  | 8 spil med bolde og padler + 2 riffel spil                             | Videomaster Sportsworld Philco/Ford Telejogo II |
| AY-3-8550                       | 1976? | General Instrument      | Nej(1)  | Det samme som 8500, dog med tilføjelse af vandret styring af spillerne | Philips Tele-Spiel ES2208 |
| AY-3-8700                       | 1978? | General Instrument      |         | 4 spil med tanks                                                       | Telstar Combat! |
| MPS-7600-001,002,003,004 (3)(4) | 1977  | MOS Technology          |         | De fire versioner af chippen indeholder ofte fire spil                 | Telstar Gemini(only version 004). Telstar Arcade(all 4 versions). Commodore TV Game 2000K/3000H) (only version 001). |
| MM-57100/MM-57105(PAL)          | 1976  | National Semiconductor  | Ja      | Tennis, Hockey, Squash                                                 | National Adversary Philips Odyssey 2001 Videomaster (ColourScore, VisionScore, ColourShot) Philco/Ford Telejogo |
| MM-57106/MM-57186(PAL)          | 1977  | National Semiconductor  | Ja      | Tennis, Hockey, Squash, Breakout, Flipper e Football.                  | Philips N30 Philips Odyssey 2100 |
| F4301                           | 1976  | Universal Research Labs | ?       | To spil med bolde og padler samt to racerspil                          | Indy 500 system (Video Action 4) Sears/Atari Speedway e Speedway IV Interton Video 2800 MBO Tele-Ball VIII |
| SN76410N                        | 197?  | Texas Instruments       | ?       | Seks spil med bolde og padler                                          | Tele-Match 3300R Ricochet Super Pro (modello MT-4A) Venture Electronics Video Sports VS-5 |
| 3659-1C/C2566                   | 1975  | Atari                   | Nej     | Pong                                                                   | Atari PONG |
| 3659-3                          | 1975  | Atari                   | Nej     | Pong                                                                   | Atari PONG Doubles Sears PONG IV |
| C010073-3                       | 1976  | Atari                   | Nej     | Fire Pong spil                                                         | Atari/Sears Super PONG |
| C010073-01/C2607                | 1976  | Atari                   | ?       | Ti Pong spil                                                           | Atari Super PONG Ten |
| C010765                         | 1977  | Atari                   | ?       | 16 Pong spil                                                           | Atari Ultra PONG Atari Ultra PONG Doubles |
| C011500-11/C011512-05 (4)       | 1977  | Atari                   | ?       | 7 spil (f.eks. Pinball, Basketball og Breakout)                        | Atari Video Pinball |

(1) Farver kunne opnås ved benyttelse af AY-3-8515 chippen

(2) Farver kunne opnås ved benyttelse af AY-3-8615 chippen

(3) PAL version koden er 7601

(4) Avancerede chips i forhold til den klassiske Pong-in-a-chip: indeholder en mikrocontroller og lidt RAM hukommelse. 

## Sammenligning
| Navn           | Magnavox Odyssey            | Magnavox Odyssey serien | Atari/Sears Tele-Games Pong | Coleco Telstar                 | Nintendo Color TV Game                             |
| -------------- | --------------------------- | ----------------------- | --------------------------- | ------------------------------ | -------------------------------------------------- |
| Konsol         |                             |                         |                             |                                |                                                    |
| Udgivelsespris | US$100                      | US$100–230              | US$98.95                    | US$50                          | ¥8,300 - ¥48,000 (Omkring $101 - $594.8 USD i dag) |
| Udgivelsesdato | NA May 1972 EU 1974 JP 1975 | NA 1975                 | NA 1975                     | NA 1976 JP 1977                | JP 1977                                            |
| Medie          | ROM-Kassetter               | ?                       | Indbygget chip              | ROM-Kassetter (Telstar Arcade) | ?                                                  |
| Tilbehør       | Light gun                   | ?                       | ?                           | Styrepind designs              | ?                                                  |
| Antal solgte   | 333,000                     |                         | 150,000                     | 1 million                      | 3 millioner                                        |